# 鍾庚
鍾庚，浙江山陰人，清朝政治人物。
道光九年，接替趙懷鍔。署任江蘇荆溪縣知縣。后由張綬祖接任。